# ایسابل سارلی
ایسابل سارلی (اسپانیایی: Isabel Sarli‎؛ ‏ تلفظ اسپانیایی: [isaˈβel ˈsarli]؛ زادهٔ ۹ ژوئیهٔ ۱۹۳۵ -۲۵ ژوئن ۲۰۱۹) ملقب به «کوکا» (Coca) بازیگر و مدل اهل آرژانتین بود.
او بابت بازی در فیلم‌های سبک «سکسنتفاعی» شهرت بین‌المللی داشت و با آنکه پیشنهاد کار با چندین کارگردان خارجی معروف را داشت، اما این پیشنهادها را رد کرد. او در آرژانتین یک «نماد فرهنگی» و همچنین «مظهر جاذبهٔ جنسی» محسوب می‌شود.
جان واترز گفته‌است که برخی فیلم‌های «ایسابل سارلی»، الهام‌بخشِ ساختِ فیلم‌هایش بوده‌اند.
از فیلم‌هایی که در آن نقش داشته، می‌توان به هفتاد ضربدر هفت، شیرزن، گوشت، روابط نزدیک یک فاحشه، سیری‌ناپذیر، تندر میان برگ‌ها، هوس و نفرین‌شده اشاره کرد.